# Lackenbach
Lackenbach (ungarisch Lakompak, kroatisch Lakimpuh) ist eine Marktgemeinde mit 1155 Einwohnern (Stand 1. Jänner 2024) im Bezirk Oberpullendorf im Burgenland in Österreich.

## Geografie
Die Gemeinde liegt im Mittelburgenland.

### Nachbargemeinden
| Sieggraben (Bez. Mattersburg, Bgld.)            | Rohrbach (Bez. Mattersburg, Bgld.)           | Sopron (Ödenburg, Ungarn)               |
| Weppersdorf (Bez. Oberpullendorf, Bgld.)        | Kompassrose, die auf Nachbargemeinden zeigt  | Lackendorf (Bez. Oberpullendorf, Bgld.) |
| Markt Sankt Martin (Bez. Oberpullendorf, Bgld.) | Unterfrauenhaid (Bez. Oberpullendorf, Bgld.) |                                         |

## Geschichte
Vor Christi Geburt war das Gebiet Teil des keltischen Königreiches Noricum und gehörte zur Umgebung der keltischen Höhensiedlung Burg auf dem Schwarzenbacher Burgberg.
Später unter den Römern lag das heutige Lackenbach dann in der Provinz Pannonia.
Zwischen 1548 und 1552 entstand in Lackenbach ein Kastell. Nach 1670/71 siedelten sich aus Wien vertriebene Juden hier an.
Seit dem 18. Jahrhundert gehörte Lackenbach zu den Fürstlich Esterházy’schen Siebengemeinden mit weitgehend autonomer innerjüdischer Verwaltung. 1869 lebten hier 770 Juden – 62 % der Einwohner. Im 20. Jahrhundert nahm ihre Zahl ab; 1934 gab es noch 346 Juden in der Gemeinde.

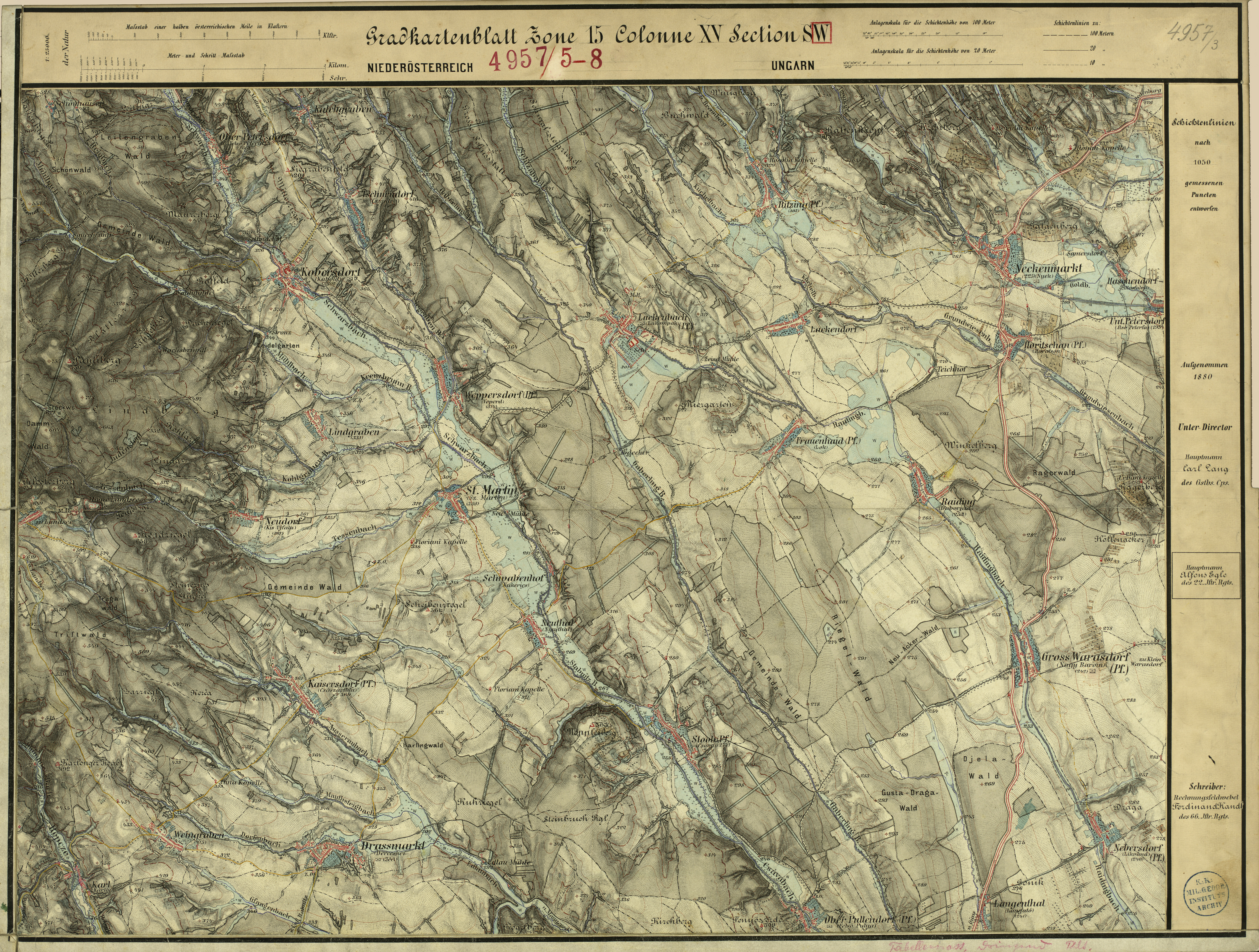
Lackenbach (Mitte oben) um 1880 (Aufnahmeblatt der Landesaufnahme)

Nach dem Anschluss 1938 wurden die Lackenbacher Juden in Lastwagen nach Wien gebracht, 1942 wurde die Synagoge gesprengt. Etwa 190 Bewohner jüdischen Glaubens wurden Opfer des Holocaust. Der jüdische Friedhof ist bis heute erhalten und zählt über 1700 Grabsteine. Hier befindet sich das Grab von Markus Mordechai Schey, dem Großvater mütterlicherseits von Arthur Schnitzler, sowie von Philip Baron Schey von Koromla (* 20. September 1798 in Güns; † 26. Juni 1881 in Baden bei Wien), u. a. Stifter der Synagoge Güns, der am 3. März 1859 als der erste ungarische Jude in den österreichischen Adelsstand (als Edler von Koromla) erhoben worden war.
Der Ort gehörte, wie das gesamte Burgenland, bis 1920/21 zu Ungarn (Deutsch-Westungarn). Seit 1898 musste aufgrund der Magyarisierungspolitik der Regierung in Budapest der ungarische Ortsname Lakompak verwendet werden. Nach Ende des Ersten Weltkriegs wurde nach zähen Verhandlungen Deutsch-Westungarn in den Verträgen von St. Germain und Trianon 1919 Österreich zugesprochen. Der Ort gehört seit 1921 zum neu gegründeten Bundesland Burgenland (siehe auch Geschichte des Burgenlandes).
Auf dem Gemeindegebiet entstand 1940 das „Zigeuner-Anhaltelager Lackenbach“ auf einem ehemaligen esterházyschen Gutshof. Die Lagerinsassen, überwiegend Burgenland-Roma, mussten hier Zwangsarbeit leisten und wurden ab 1943 teilweise in das KZ Auschwitz-Birkenau deportiert und dort ermordet. Ende März 1945 setzte sich die Lagerleitung beim Heranrücken der sowjetischen Armee ab, so dass es zu keinen opferreichen Todesmärschen kam.
Am 7. November 2012 wurde Lackenbach zur Marktgemeinde erhoben.
Norbert Blecha produzierte 2024 den Dokumentarfilm Lackenbach. Meine Kehillah über die jüdische Gemeinde Lackenbach mit Unterstützung des Landes Burgenland, ORF III und dem ORF Burgenland.

## Kultur und Sehenswürdigkeiten
- Schloss Lackenbach

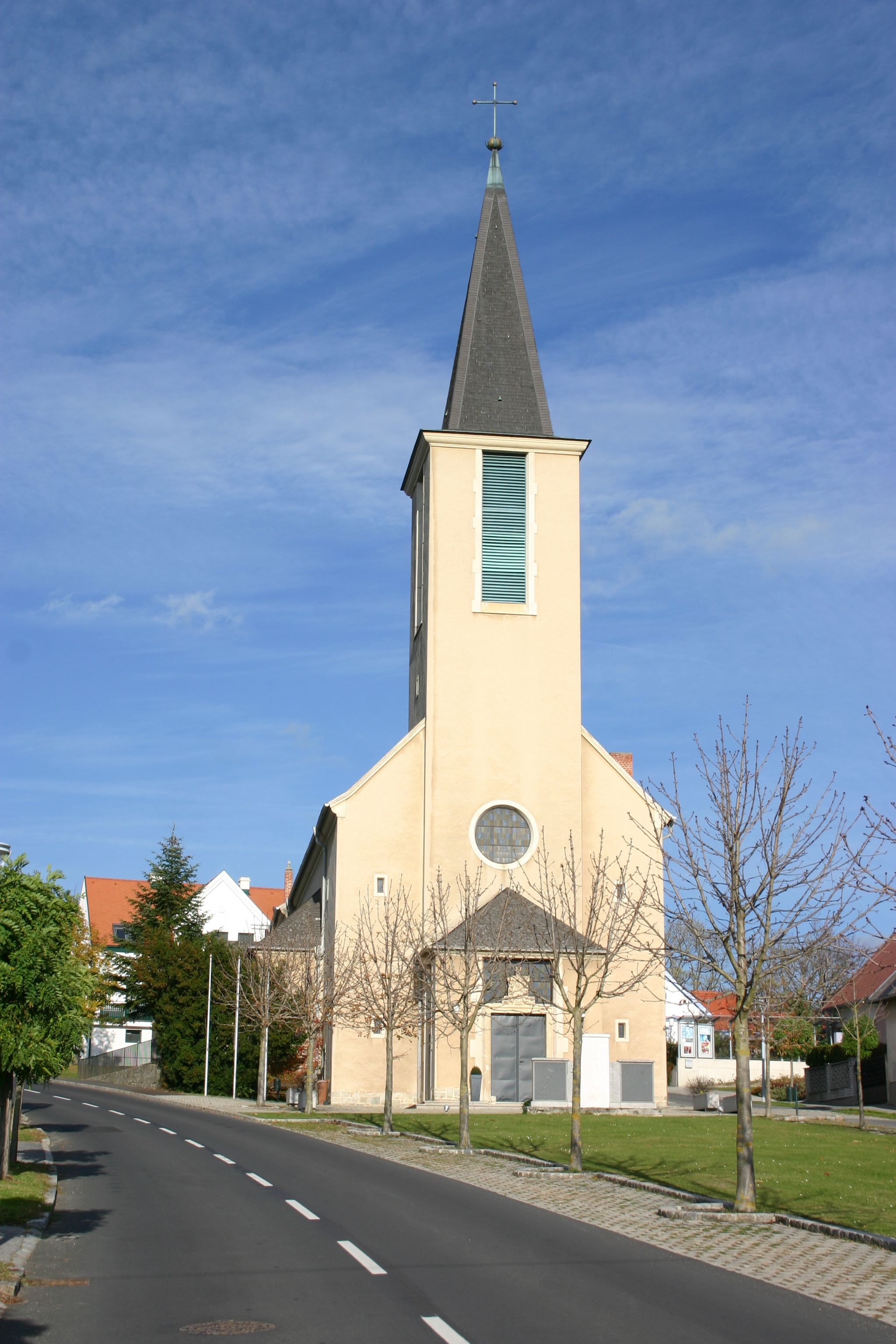
Katholische Pfarrkirche Lackenbach

- Katholische Pfarrkirche Lackenbach
- Jüdischer Friedhof Lackenbach

### Musik
- Jugendmusik Lackenbach

## Politik

### Gemeinderat

Gemeindeamt Lackenbach

Der Gemeinderat umfasst aufgrund der Anzahl der Wahlberechtigten insgesamt 19 Mitglieder.
| Partei          | 2022             | 2022             | 2022             | 2017             | 2017             | 2017             | 2012             | 2012             | 2012             | 2007             | 2007             | 2007             | 2002             | 2002             | 2002             | 1997             | 1997             | 1997             |
| Partei          | Sti.             | %                | M.               | Sti.             | %                | M.               | Sti.             | %                | M.               | Sti.             | %                | M.               | Sti.             | %                | M.               | Sti.             | %                | M.               |
| --------------- | ---------------- | ---------------- | ---------------- | ---------------- | ---------------- | ---------------- | ---------------- | ---------------- | ---------------- | ---------------- | ---------------- | ---------------- | ---------------- | ---------------- | ---------------- | ---------------- | ---------------- | ---------------- |
| SPÖ             | 486              | 63,53            | 12               | 450              | 57,62            | 12               | 487              | 59,25            | 11               | 512              | 59,95            | 12               | 463              | 58,17            | 11               | 368              | 47,79            | 8                |
| ÖVP             | 226              | 29,54            | 6                | 257              | 32,91            | 6                | 335              | 40,75            | 8                | 313              | 36,65            | 7                | 309              | 38,82            | 8                | 320              | 41,56            | 6                |
| FLL             | 53               | 6,93             | 1                | nicht kandidiert | nicht kandidiert | nicht kandidiert | nicht kandidiert | nicht kandidiert | nicht kandidiert | nicht kandidiert | nicht kandidiert | nicht kandidiert | nicht kandidiert | nicht kandidiert | nicht kandidiert | nicht kandidiert | nicht kandidiert | nicht kandidiert |
| FPÖ             | nicht kandidiert | nicht kandidiert | nicht kandidiert | 74               | 9,48             | 1                | nicht kandidiert | nicht kandidiert | nicht kandidiert | 29               | 3,40             | 0                | 24               | 3,02             | 0                | 82               | 10,65            | 1                |
| Wahlberechtigte | 1117             | 1117             | 1117             | 1098             | 1098             | 1098             | 1082             | 1082             | 1082             | 1056             | 1056             | 1056             | 1016             | 1016             | 1016             | 960              | 960              | 960              |
| Wahlbeteiligung | 73,59 %          | 73,59 %          | 73,59 %          | 79,33 %          | 79,33 %          | 79,33 %          | 85,49 %          | 85,49 %          | 85,49 %          | 85,32 %          | 85,32 %          | 85,32 %          | 84,74 %          | 84,74 %          | 84,74 %          | 88,33 %          | 88,33 %          | 88,33 %          |

### Gemeindevorstand
Neben Bürgermeister Christian Weninger (SPÖ) und Vizebürgermeister Norbert Cserinko (SPÖ) gehören weiters Christian Janitsch (SPÖ), Christian Wimmer (ÖVP) und Franz Zarits (SPÖ) dem Gemeindevorstand an.

### Bürgermeister
Bürgermeister ist Christian Weninger (SPÖ), der am 27. Jänner 2012 die Nachfolge von Heinrich Dorner (SPÖ) antrat, der seit 1987 der Gemeinde vorstand. Bei der Bürgermeisterdirektwahl am 1. Oktober 2017 wurde Weninger mit 64,98 % in seinem Amt bestätigt und übertraf damit das Ergebnis seiner SPÖ um 7,36 Prozentpunkte. Seine beiden Mitbewerber waren Peter Krail (ÖVP), der sich zum zweiten Mal zur Wahl stellte (28,66 %), und Markus Kraly (FPÖ, 6,37 %).
Bei der Wahl 2022 konnte Christian Weninger im ersten Wahlgang 79,31 Prozent der Stimmen erreichen und blieb damit im Amt.
Leiter des Gemeindeamts ist Stefan Horvath.

## Persönlichkeiten

### Söhne und Töchter
- David Stössel (1848–1919), deutscher Rabbiner
- Mida Huber (1880–1974), österreichische Schriftstellerin, Lyrikerin und Mundartdichterin
- Julius Deutsch (1884–1968), österreichischer Sozialdemokrat und General im Spanischen Bürgerkrieg
- Tobias Jakobovits (1887–1944), Rabbiner in Prag, NS-Opfer
- Rudolf Sarközi (1944–2016), bekannter Roma-Vertreter

### Mit der Gemeinde verbundene Persönlichkeiten
- Heinrich Dorner (* 1981), Politiker (SPÖ)

## Bilderbogen von Lackenbach

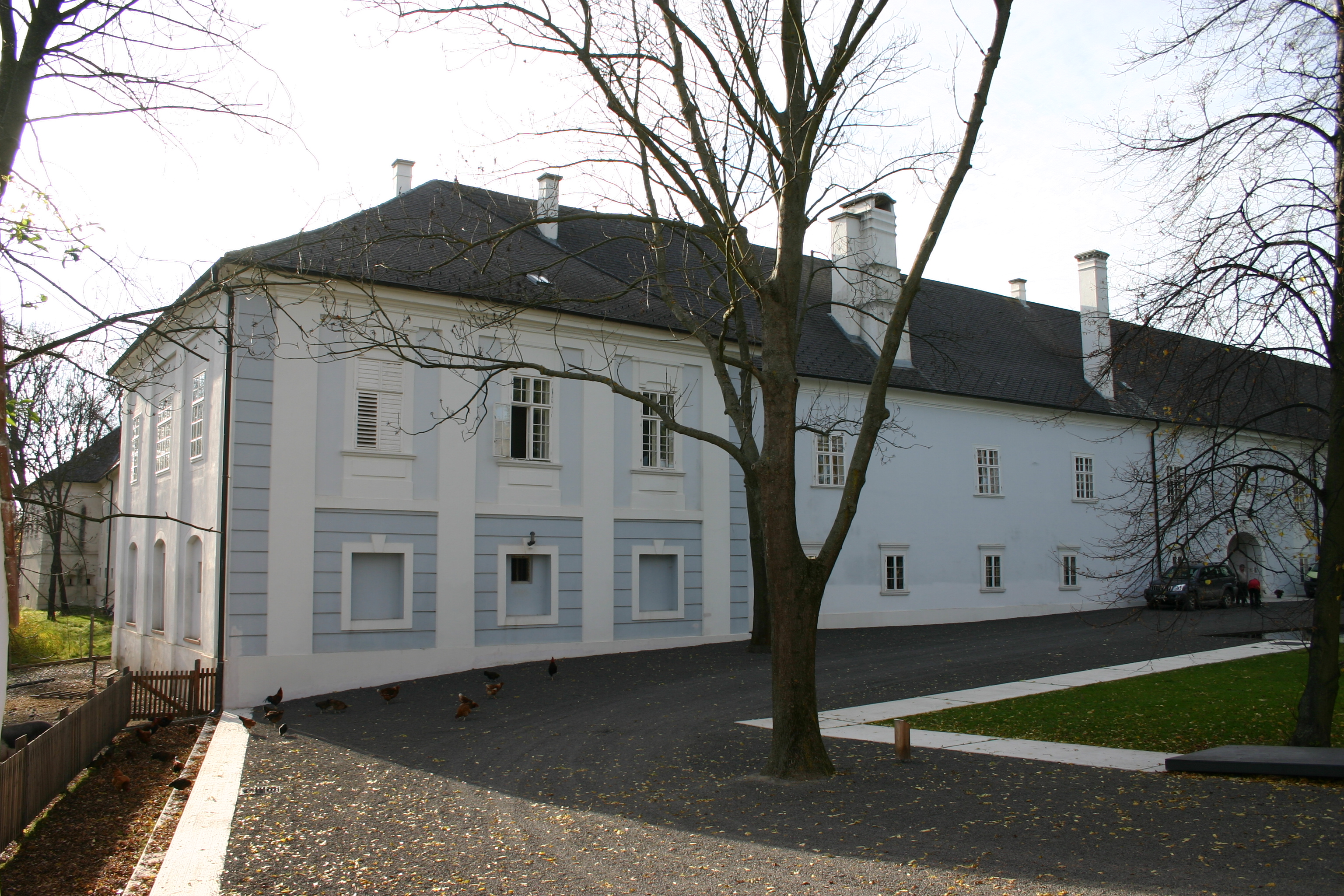
Schlossansicht von Osten
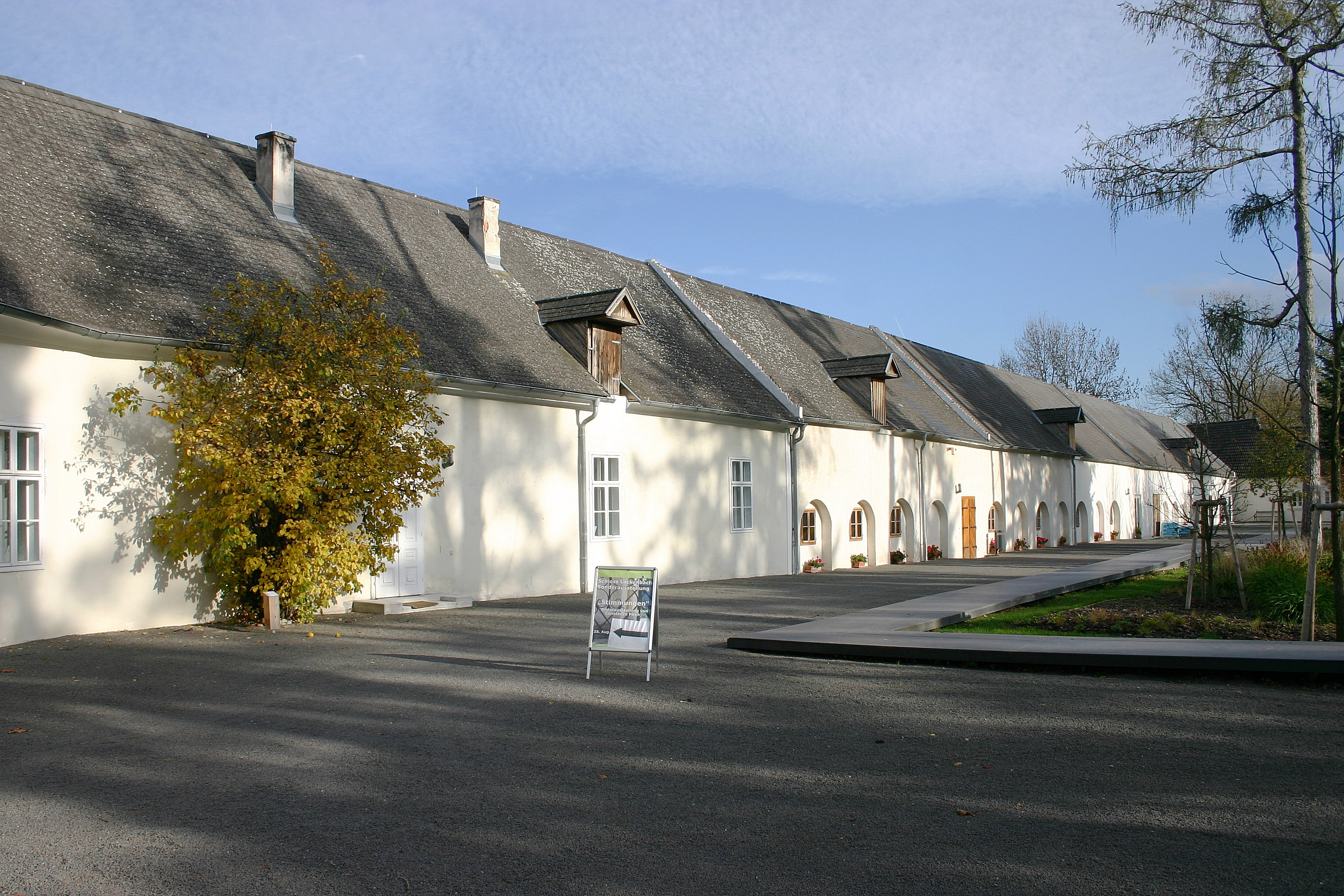
Wirtschaftstrakt im Schlosshof
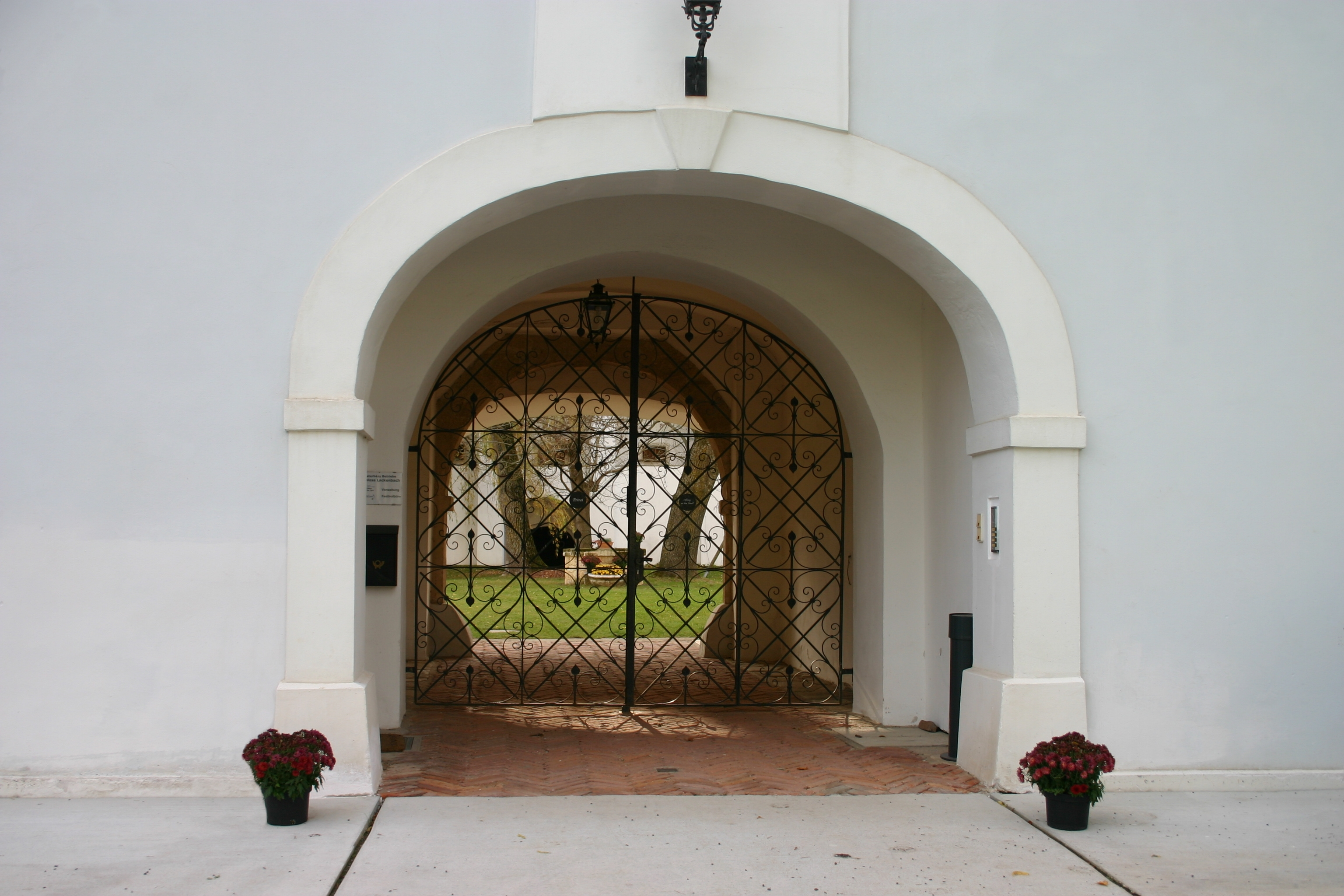
Schlosstor zum Innenhof
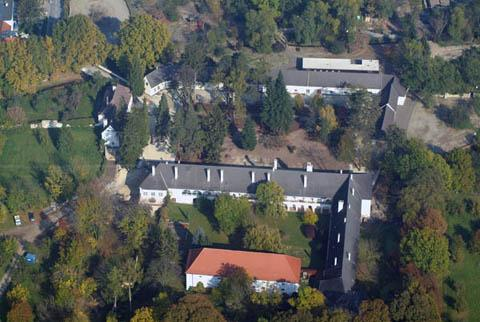
Luftbild Schloss
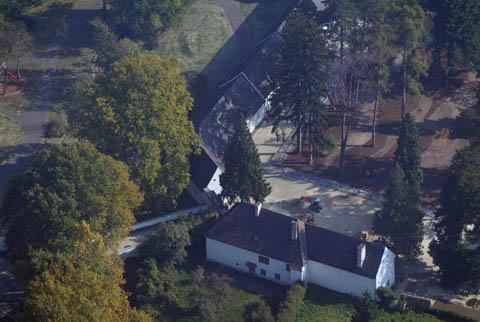
Luftbild Schloss
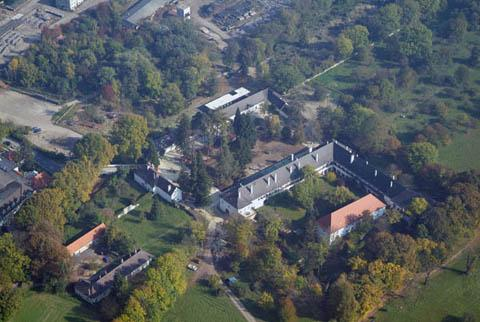
Luftbild Schloss
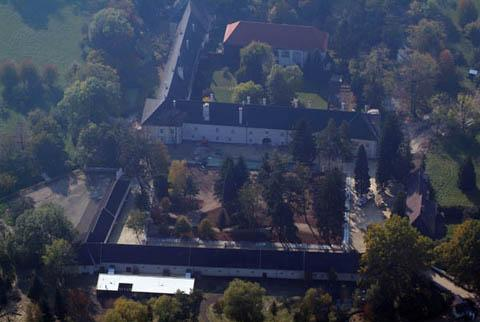
Luftbild Schloss
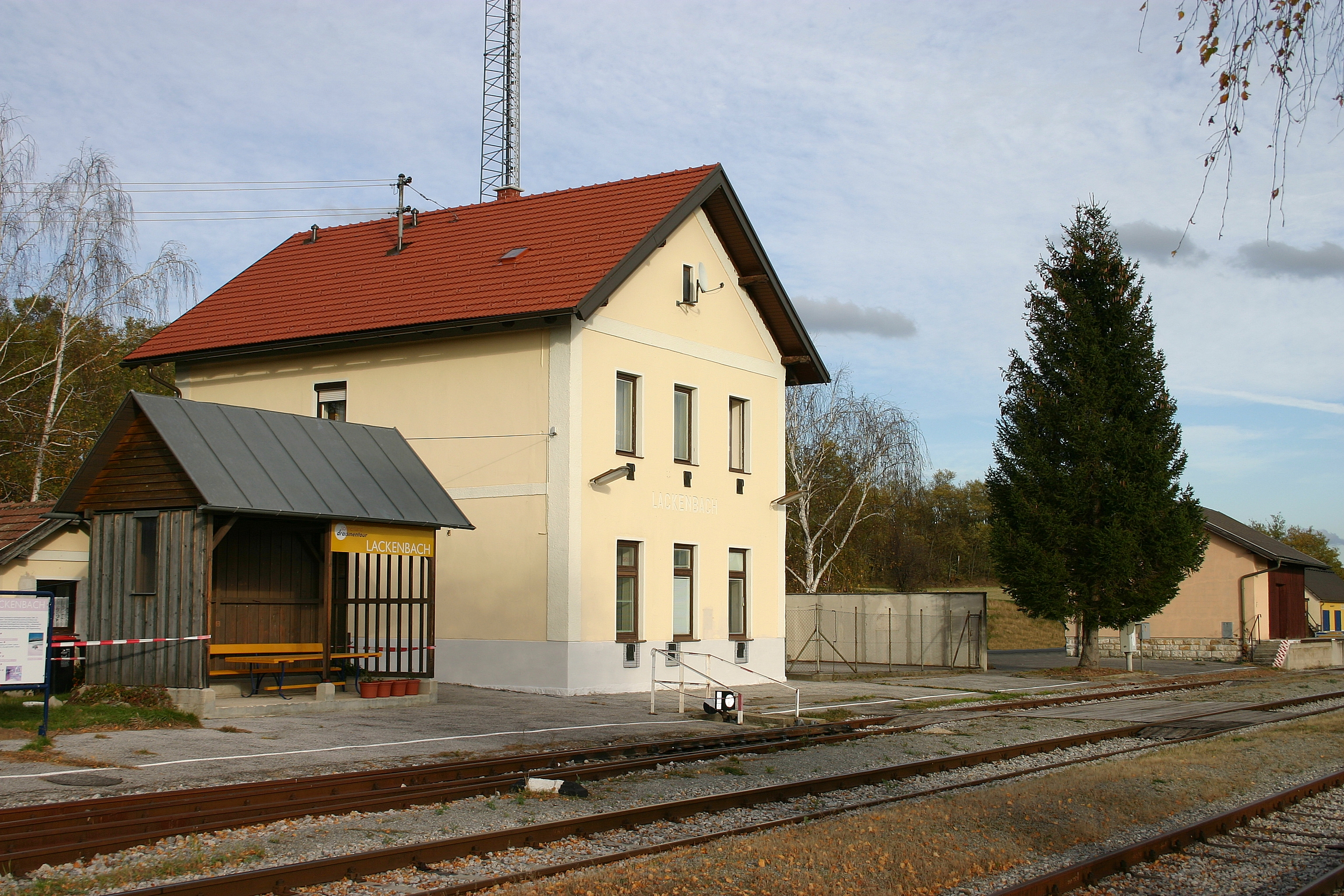
Bahnhofsgebäude der Burgenlandbahn, heute Station der Draisinentour
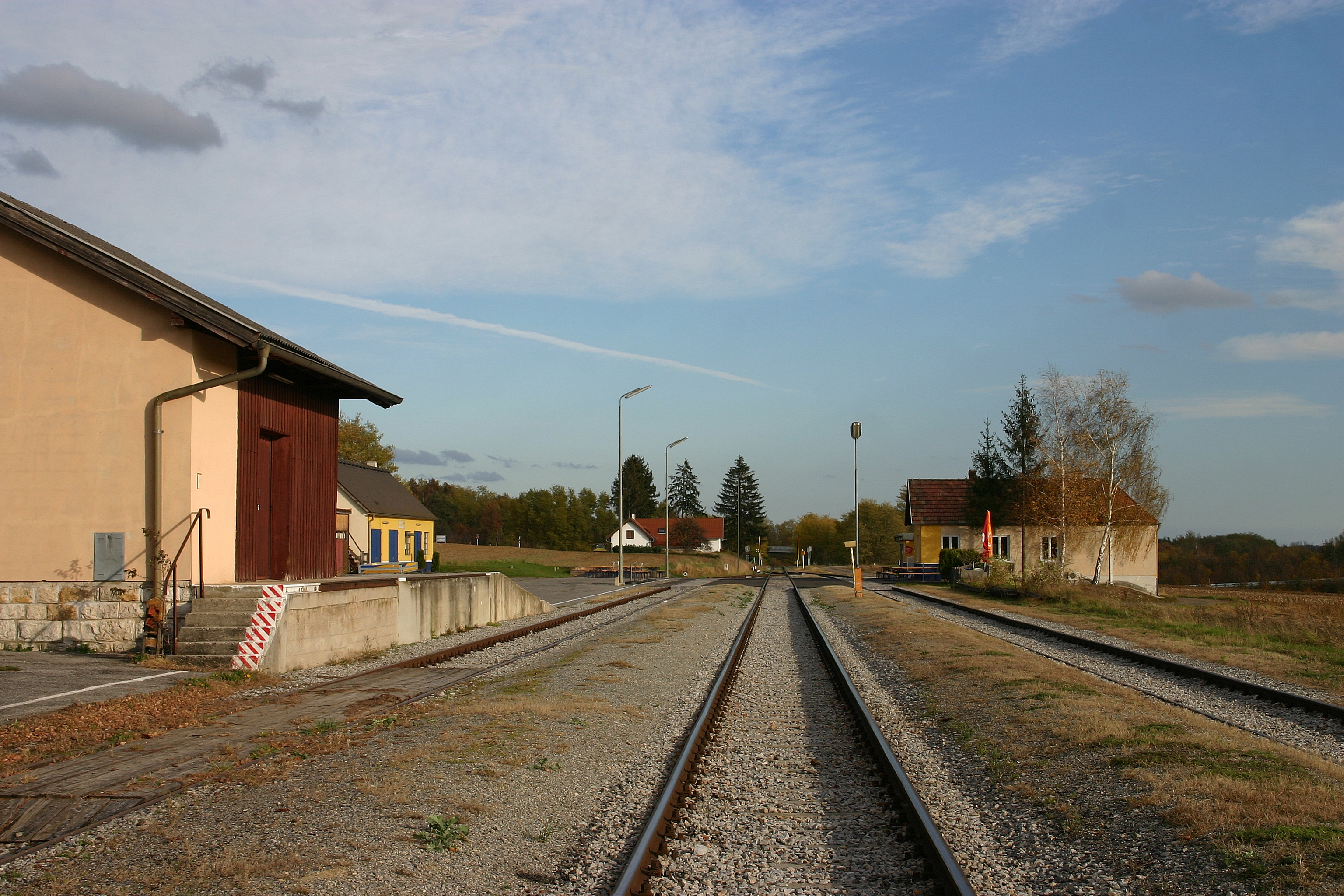
Bahnhof mit Gütermagazin in Blickrichtung Deutschkreutz – rechts die Labestation der „Draisinentour“
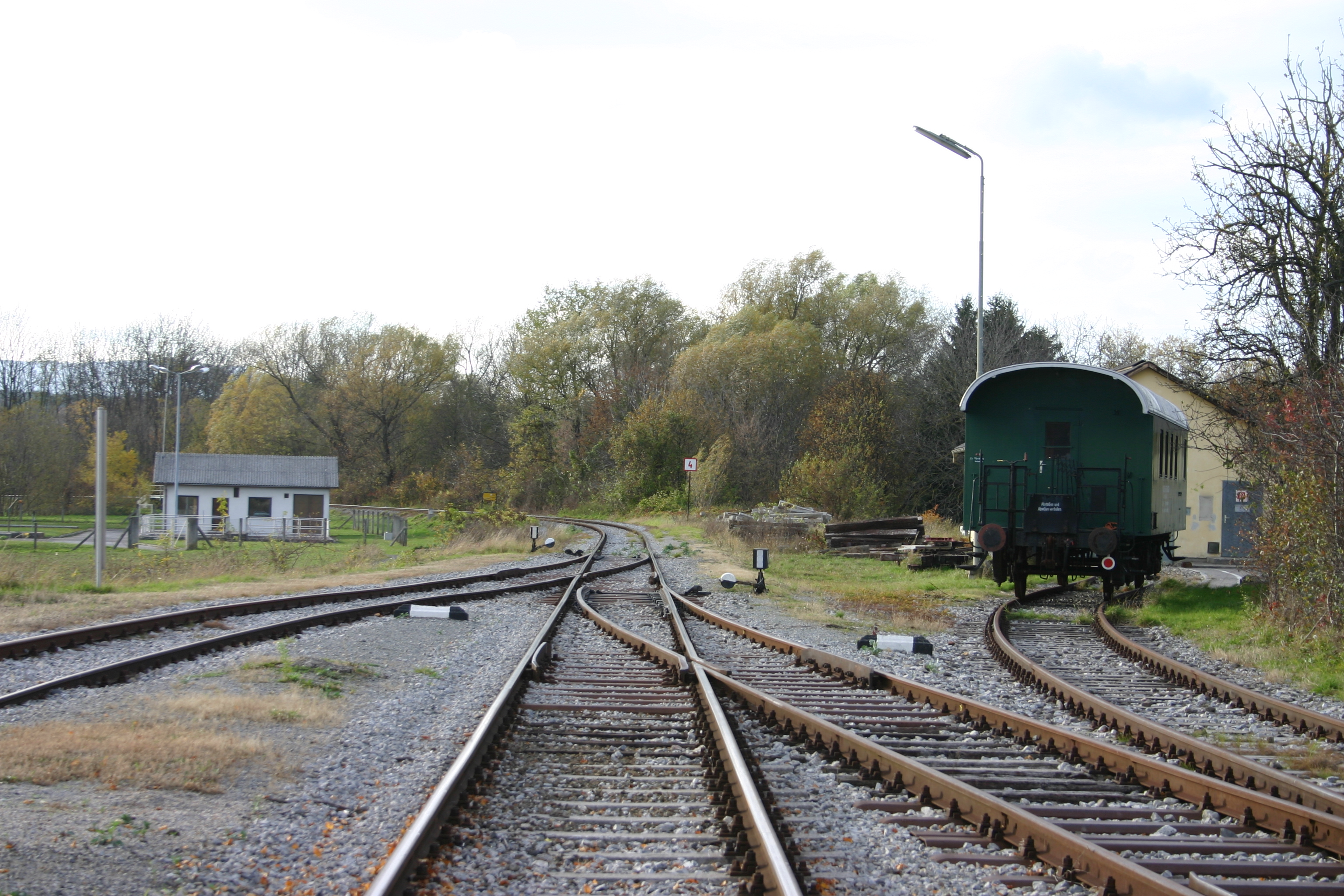
Bahnhof Richtung Oberloisdorf – hier zweigte früher die Anschlussbahn zum Sägewerk Esterházy ab
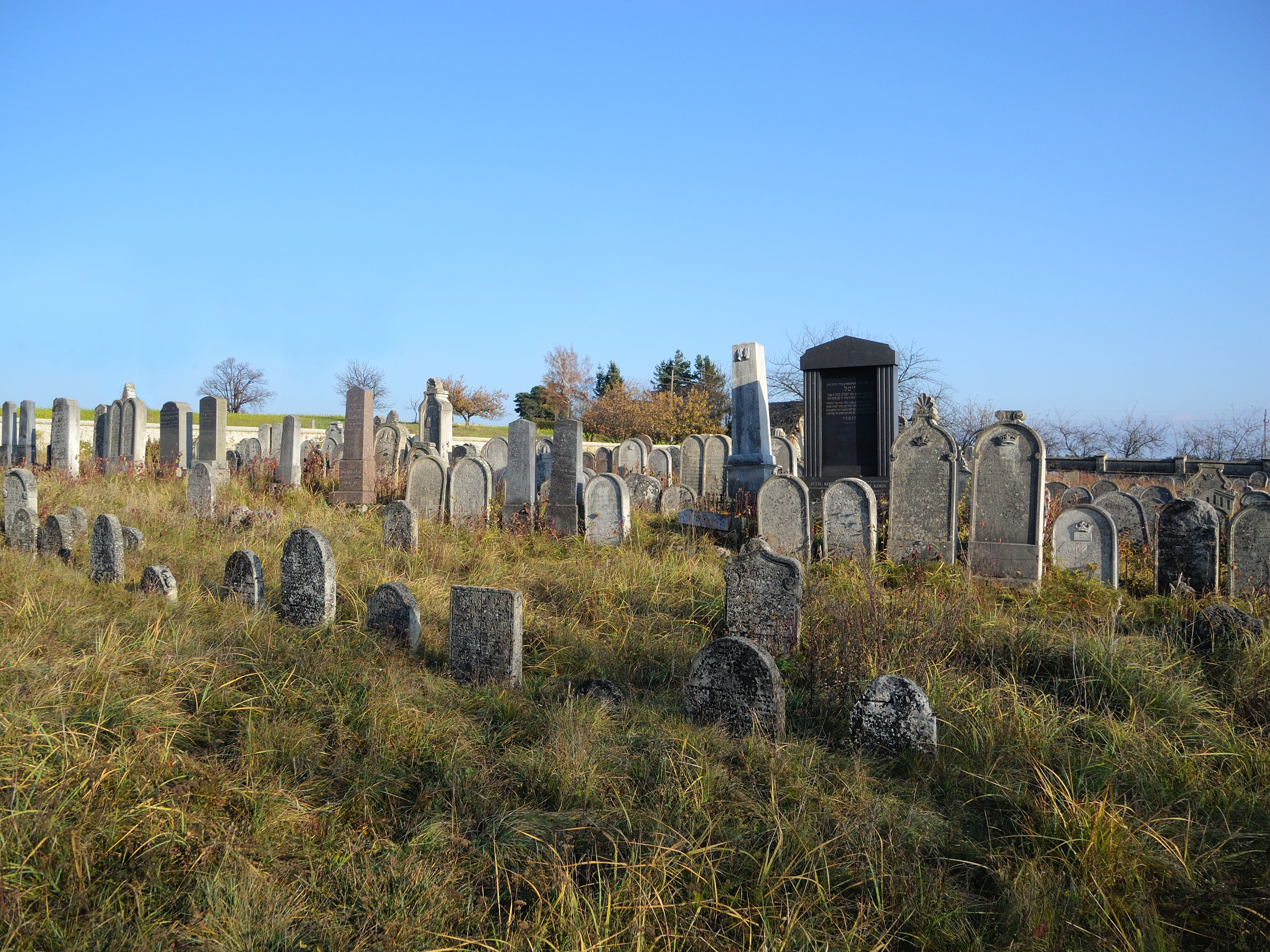
Jüdischer Friedhof Lackenbach
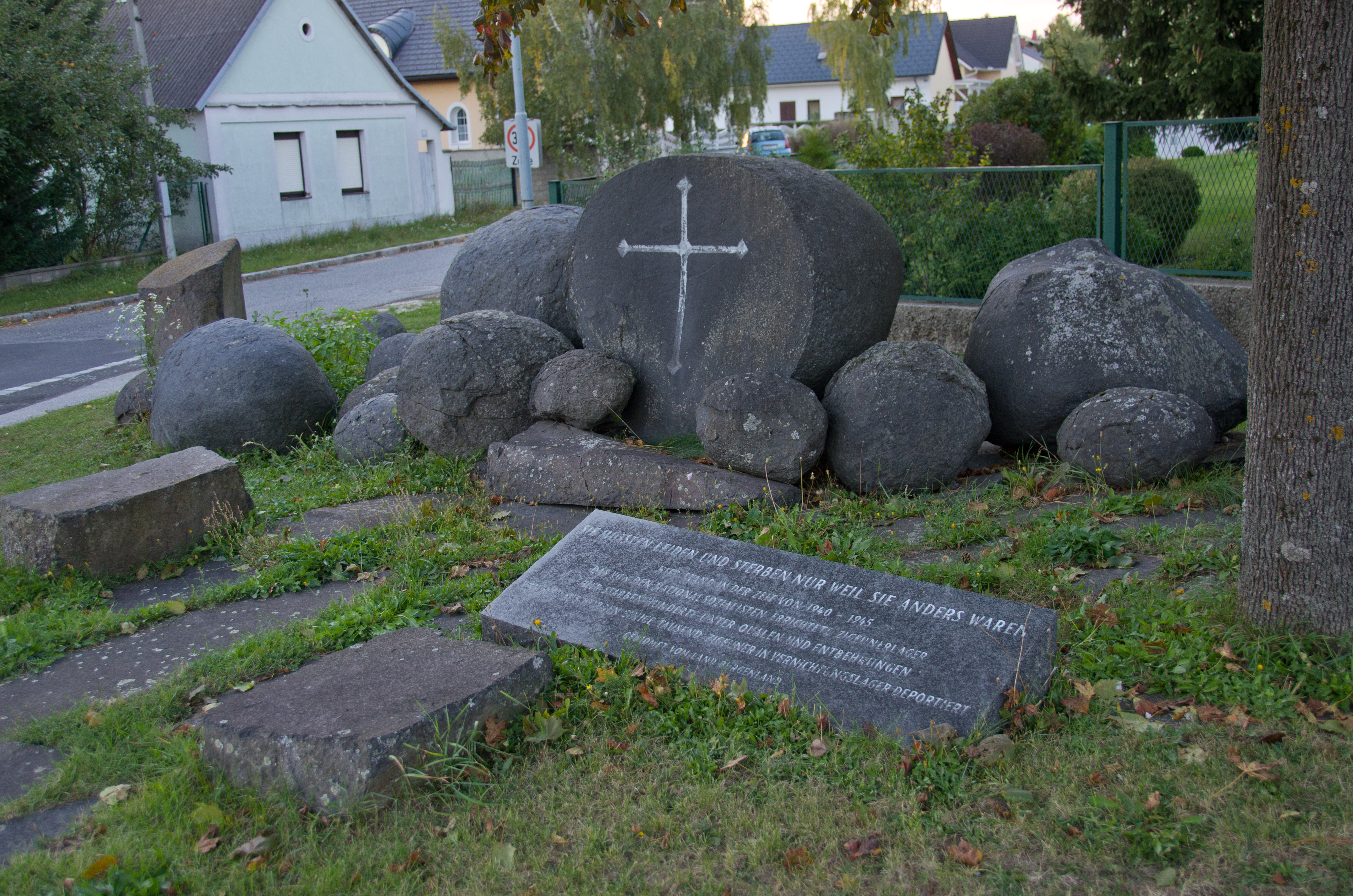
Mahnmal für Roma und Sinti[13] Lackenbach